# Altolamprologus calvus
Altolamprologus calvus (Syn.: Lamprologus calvus), im Deutschen Perlhuhncichlide genannt, ist eine im Süden des ostafrikanischen Tanganjikasees endemisch vorkommende Buntbarschart. Sie wurde 1975 durch den Fischexporteur Pierre Brichard erstmals gefangen und zunächst für einen abweichend gefärbten Altolamprologus compressiceps gehalten, möglicherweise auf Grund eines Sexualdichromatismus. Erst als er zwei Jahre später Exemplare beider Formen im gleichen Eimer hatte, fiel ihm auf das sich beide auch in ihrer Morphologie unterschieden und er schickte Exemplare der Art zur genauen Untersuchung an den belgischen Ichthyologen und Experten für die Buntbarsche des Tanganjikasees Max Poll. Dieser beschrieb die neue Art 1978 als Lamprologus calvus.

## Merkmale
Männchen werden bis zu 13,5 cm lang, Weibchen bleiben mit 10 cm kleiner. Altolamprologus calvus hat einen seitlich stark abgeflachten, hochrückigen Körper und einen bulligen Kopf mit einem großen, spitz zulaufenden Maul. Die „Stirn“ ist schuppenlos (calvus = lat. der Kahle), während „Stirn“ und die Region zwischen den Augen bei Altolamprologus compressiceps beschuppt sind. Rücken- und Afterflossen sind spitz ausgezogen. Altolamprologus calvus ist stahlblau gefärbt und hat zahlreiche, in Reihen angeordnete, perlmuttfarbene, silbrige oder weißlich Punkte auf dem Körper, weshalb er im Deutschen „Perlhuhncichlide“ genannt wird. A. compressiceps ist dagegen eher gelblich. Je nach Stimmungslage werden auf den Körperseiten von Altolamprologus calvus 7 bis 8 dunkle, senkrechte Streifen sichtbar, von denen der erste direkt hinter dem Auge liegt. Ein weiterer Streifen erstreckt sich vom Auge zum Maul. Eine schwärzliche Form von Altolamprologus calvus ist möglicherweise eine eigenständige Art.

### Lebensweise
Altolamprologus calvus lebt im oberen Bereich an den Felsufern des Tanganjikasees und hält meist einen Abstand von maximal 30 cm bis einen Meter zum Untergrund ein. Er ist ein spezialisierter Raubfisch, der mit seinem schmalen Körper in schmale Felsrisse und in flache Höhlen eindringen kann und dort vor allem Garnelen und andere kleine Krebstiere erbeutet. Wie alle lamprologinen Buntbarsche ist er ein Substratlaicher. In einem Gelege finden sich etwa 200 Eier.